# Shackelford County
Shackelford County je okres ve státě Texas v USA. K roku 2010 zde žilo 3 378 obyvatel. Správním městem okresu je Albany. Celková rozloha okresu činí 2 372 km².